# Анри Верн
Анри Верн, также Шарль-Анри-Жан Дьюизм (фр. Henri Vernes, Charles-Henri-Jean Dewisme 16 октября 1918 Ат, Бельгия — 25 июля 2021) — бельгийский писатель-фантаст французского происхождения. В 1953 году создал персонажа Боба Морана. Анри Верн является автором 260 приключенческих романов, преимущественно с научно-фантастической составляющей, действие которых происходит во всём мире, или даже в параллельных вселенных (цикл d’Ananké) или во временном измерении (Цикл Времени, фр. le Cycle du Temps).

## Биография
Родился Анри Верн (настоящее имя — Шарль-Анри-Жан Дьюизм) 16 октября 1918 года в городе Ат (Бельгия). После развода родителей жил в Турне, где его воспитывали бабушка и дедушка.
Во время Второй мировой войны он присоединился к Сопротивлению. Также во время войны он опубликовал под своим настоящим именем первый роман под названием «Открытые двери» (фр. La Porte ouverte), а второй роман «Прекрасная ночь для мёртвого мужчины» (фр. La Belle Nuit pour un homme mort) — в 1949 году.
В 1950-х годах, будучи журналистом-фрилансером, был рекомендован директору издательства «Marabout» Жан-Жаку Шелленсу, который запустил новую серию книг для молодёжи. Так родился сериал про героя Боба Морана. Первая книга серии «Адская долина» (фр. La Vallée infernale) вышла в 1952 году и получила успех. Это было начало цикла, который охватил более 200 приключенческих романов. Приключения Боба Морана были адаптированы в комиксах, телевизионных сериалах, анимации и видеоиграх.
Анри Верн также писал другие романы и многочисленные статьи как журналист под разными псевдонимами, например, Жак Коломбо (сериал для взрослых DON), Кол В. Богар, Гастон Богарт, Роберт Дэвидс, Герцогиня Холидей, К. Рейнес, Жак Сейр, Шеннон Лью, Рэй Стивенс, а также под своим настоящим именем.
В 2011 году Анри Верн передал свои архивы государственным архивам в Турне: издания книг о Бобе Моране на иностранных языках, плакаты, письма читателей, машинописи, статьи в прессе и тому подобное.
В 2012 году он опубликовал автобиографию «Мемуары», изданную издательством Jourdan.

## Творчество
- Под настоящим именем Шарль-Анри Дьюизм (фр. Charles-Henri Dewisme
  - «Открытые двери» (фр. La Porte ouverte) La Renaissance du livre, 1944
  - «Прекрасная ночь для мёртвого мужчины» (фр. La Belle Nuit pour un homme mort) Triolet, 1949
  - «Зомби или Секрет насморка» (фр. Les Zombis ou le Secret des morts-vivants) Grasset, 1957
- Под псевдонимом Кол В. Богар (фр. Cal W. Bogar)
  - «Настоящая история Вилла Уильямсона» (фр. La Véritable Histoire de Will Wiliamson) Défense de la France, 1946
- Под псевдонимом Гастон Богарт (фр. Gaston Bogart)[8]
  - «Бренди-стрит» (фр. Brandy Street) Laroche, 1953
- Под псевдонимом Анри Вернс (фр. Henri Vernes)
  - Серия книг «Приключения Боба Морана» (фр. Les Aventures de Bob Morane) Marabout Junior — 230 названий книг, опубликованных с 1953 до сих пор.
  - «Завоеватели Эвереста» (фр. Les Conquérants de l'Everest) Marabout Junior № 10, 1953 — документальное произведение
  - «Мужчины на плоту» (фр. Des hommes sur un radeau) Marabout Junior № 56, 1955
  - «Товарищи Флибусте» (фр. Les Compagnons de la Flibuste) Marabout Junior № 68, 1956
  - «Приключения Люка Дассаута» (фр. Les Aventures de Luc Dassaut)[8]
    - «Подпольная база» (фр. Base clandestine) Bibliothèque de la jeunesse Hachette, 1957
    - «Резюме Эльдорадо» (фр. Les Rescapés de l'Eldorado) Bibliothèque de la jeunesse Hachette, 1957

  - «Лес времени» (фр. La Forêt du temps) Bruxelles, Belgique, Éditions La Pierre d’alun 2009
  - «Боб Моран в Квебеке» (фр. Bob Morane au Québec) Perro, 2012
  - «Мемуары» (фр. Mémoires, Jourdan) 2012
  - «Путь» (фр. Façon) Série noire, La Petite Pierre 2013
  - «Жан-Рей, 14 лет, ру-д’Ор, предисловие Жана-Батиста Бароняна» (фр. Jean Ray) 14 rue d’Or, préface de Jean-Baptiste Baronian, illustrations de Thierry Mortiaux, Bruxelles, La Pierre d’Alun, coll. «La Petite Pierre», 2016, 141 p. (ISBN 978-2-87429-099-2).
- Под псевдонимом Пат Ричмонд (фр. Pat Richmond)
  - «Желание ехало» (фр. Le désir rode) PIC, 1954
- Под псевдонимом Рэй Стивенс (фр. Ray Stevens)
  - «В поисках утраченного мира» (фр. À la recherche du monde perdu) André Bonne, 1954
  - «Вкус несчастья» (фр. Le Goût du malheur) Centre d’art d’Ixelles, 1994
- Под псевдонимом Жак Сейр (фр. Jacques Seyr)
  - «Завоеватели нового мира» (фр. Les Conquérants du nouveau monde) Marabout Junior № 37, 1954
  - «Топор войны» (фр. La Hache de guerre) Marabout Junior № 64, 1956
  - «Золото инков» (фр. L'Or des Incas) Marabout Junior № 72, 1956
- Под псевдонимом Жак Коломбо (фр. Jacques Colombo)
- «DON (серия эротико-полицейских историй)» (фр. DON[9] (série érotico-policière)) Série noire, Gallimard — 11 названий книг, опубликованных с 1983 по 1986 годы.